# Daily Mail
Die Daily Mail und ihre Sonntagsausgabe The Mail on Sunday sind britische Boulevardzeitungen, die mit knapp einer Million verkauften Exemplaren (2020) die meistverkauften Zeitungen des Landes sind. Die politische Ausrichtung beider Zeitungen gilt als konservativ. Die Mail gilt als Stimme der traditionell eingestellten unteren Mittelschicht des sogenannten „Middle England“. Im Verbund mit der Mail erscheint You Mag.
Die Daily Mail ist berüchtigt für ihre kontroversen, oft sensationsgierigen Berichte, die in der Vergangenheit heftige Kritik ausgelöst haben. Sie wird als unzuverlässige Quelle betrachtet, insbesondere aufgrund verzerrter und übertriebener Darstellungen.

## Geschichte
Die Daily Mail wurde 1896 von Alfred Harmsworth gegründet und war das erste landesweit vertriebene Massenblatt im unteren Preissegment. Bereits um das Jahr 1900 herum verfügte sie über eine Auflage von mehr als einer Million Exemplare. Sie setzte von Beginn an auf Stilmittel des Boulevard-Journalismus und bot eine weniger erschöpfende Berichterstattung als etwa das damalige Spitzenblatt The Times. Nach dem Tod des Zeitungsgründers Alfred Harmsworth übernahm 1922 dessen Bruder Harold Harmsworth die Geschäfte.
Das politisch rechtsgerichtete Blatt veröffentlichte 1924 einen angeblichen Brief des sowjetischen Parteikaders Sinowjew an die britischen Kommunisten, der einen vermeintlichen Aufruf zum bewaffneten Umsturz enthielt. Dies erregte großes Aufsehen. Bei den vier Tage später stattfindenden Parlamentswahlen erlitt die Liberal Party schwere Verluste, während die Konservativen einen Erdrutschsieg errangen und daraufhin die bisherige Labour-Regierung unter Ramsay MacDonald ablösten. Der von der Daily Mail veröffentlichte Brief wurde später als Fälschung entlarvt.
Anfang der 1930er-Jahre unterstützte die Zeitung die von ihrem Besitzer Lord Rothermere mitgegründete United Empire Party. Rothermere sympathisierte zu dieser Zeit auch mit Hitler und Mussolini und beeinflusste die redaktionelle Linie des Blattes in diesem Sinne. Zeitweilig unterstützte die Daily Mail in ihren Kommentaren auch Oswald Mosleys British Union of Fascists (BUF), nahm von dieser Haltung aber nach gewalttätigen Ausschreitungen bei einer BUF-Kundgebung 1934 Abstand. Die Sympathien der Zeitung für Nazideutschland hielten dagegen noch fast die gesamte Vorkriegszeit hindurch an und Harold Harmsworth gratulierte Hitler 1939 in einem Brief sogar persönlich zur Besetzung der Tschechoslowakei. Vor Beginn des Zweiten Weltkriegs unterstützte das Blatt die Appeasement-Politik Neville Chamberlains, später wandte es sich Winston Churchill zu.
Am 31. Dezember 1940 publizierte die Daily Mail eine Stadtsilhouette Londons. Darauf war die Kuppel der St.-Pauls-Kathedrale zu erkennen, die trotz der verheerenden Schäden als Folge der seit vier Monaten andauernden täglichen Luftangriffe durch die deutsche Luftwaffe („The Blitz“) unversehrt geblieben war. Das Bild wurde zur Ikone für den Überlebenswillen und die Kampfmoral der britischen Bevölkerung im Zweiten Weltkrieg.
Im Jahr 1971 sollte das Blatt mit dem Hauptkonkurrenten, dem Daily Express, der damals mehr als eine doppelt so hohe Auflage wie die Daily Mail aufwies, zusammengeschlossen werden. Doch der damalige Eigentümer Vere Harmsworth ließ ein entsprechendes Ansinnen des Aufsichtsrats ins Leere laufen und entwickelte das Medium zu einer anspruchsvollen Boulevardzeitung mit Fokus auf jüngere, durchschnittlich gebildete Leser. Ebenfalls 1971 gelang der Daily Mail die Verpflichtung des renommierten Journalisten David English, der den Stil des Blattes in den folgenden Jahrzehnten maßgeblich prägte und zu dessen Erfolg beitrug. Im Jahr 1991 gelang es dem Blatt in der Folge erstmals eine höhere Auflage als der Konkurrent Daily Express zu erzielen.
Nach zwei Jahrzehnten als Chefredakteur wurde David English 1992 Vorstandsvorsitzender der Unternehmensgruppe Associated Newspapers, die auch die Daily Mail herausgibt. Sein Nachfolger wurde Paul Dacre, der diesen Posten bis heute innehat.
Seit 2004 wird der Verlag der Zeitung, der Daily Mail and General Trust, als eines der wichtigsten Papiere der Londoner Börse im FTSE gelistet.
Die Daily Mail wurde in der Vergangenheit häufig Ziel von Verleumdungsklagen.

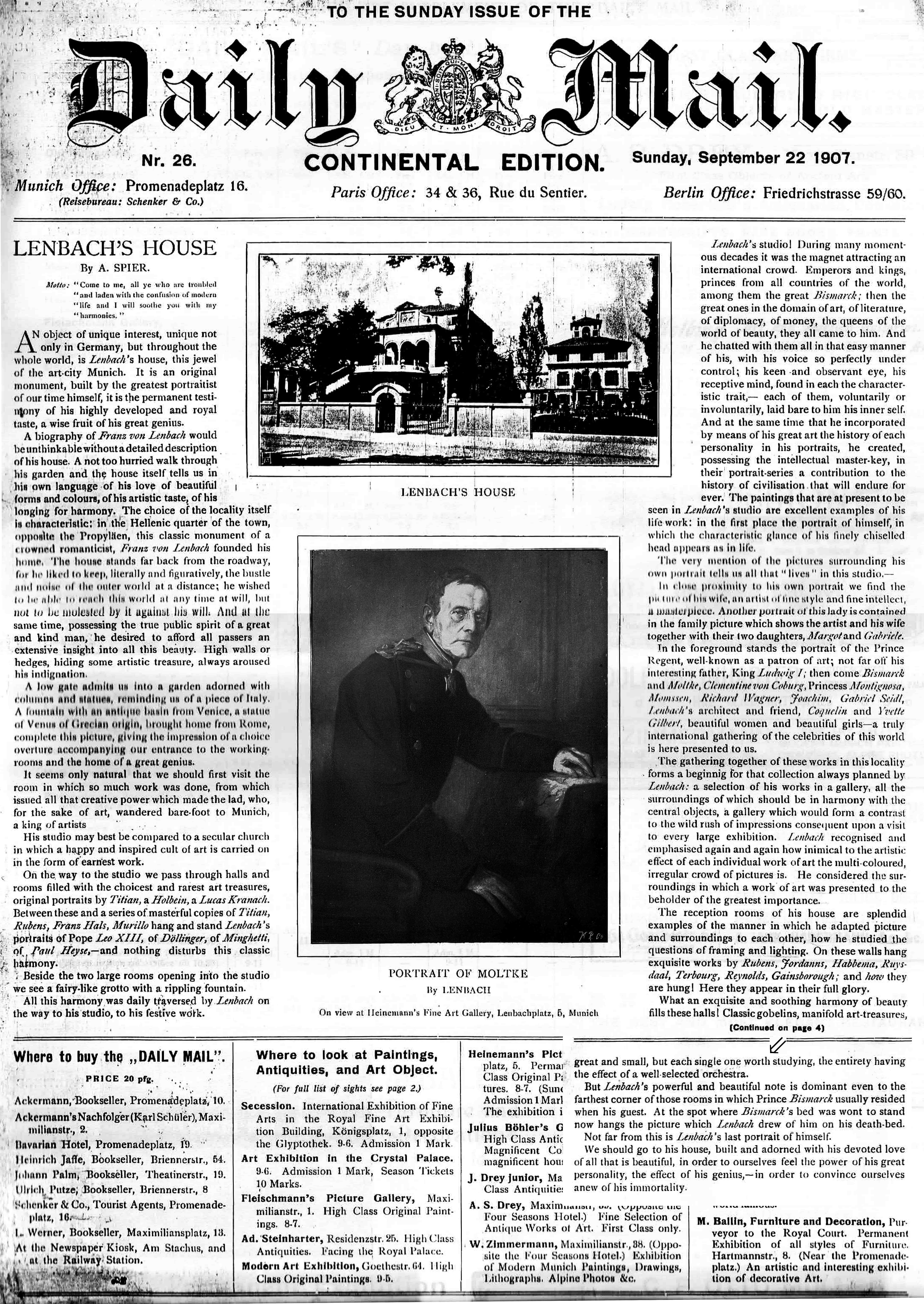
Münchner (kostenlose) Beilage zur Sonntagsausgabe der Daily Mail Sunday Edition vom 22. September 1907

## Übersee- und Kontinentalausgaben
Die ersten beiden Auslandsausgaben wurden 1904 und 1905 gegründet, erstere mit dem Titel Overseas Daily Mail für die ganze Welt und letztere mit dem Titel Continental Daily Mail für Europa und Nordafrika. Später gab es auch eigene Ausgaben für Schottland, Irland und Indien. Für die Kontinentalausgabe unterhielt man Büros in Berlin, München und Paris. Für die Sonntagsausgaben, die 1907 im Deutschen Reich 20 Pfennig kosteten, wurden aufwendige lokale Feuilleton- bzw. Kunstbeilagen mit exklusiven Artikeln deutscher Autoren in englischer Übersetzung produziert. So wurde zum Beispiel am 22. September 1907 ein ganzseitiger Artikel der Kunstkritikerin Anna Spier, Ehefrau des sozialdemokratischen Politikers Samuel Spier, über das Münchner Lenbachhaus veröffentlicht.

## Kontroversen
Die Berichterstattung der Daily Mail löste in der Vergangenheit zahlreiche Kontroversen aus und wurde auch im Ausland kritisch thematisiert. Die Süddeutsche Zeitung schrieb etwa, dass die politischen Kolumnisten der Zeitung „einen solch blühenden Wahnsinn“ schreiben würden, dass „man nie sicher sein“ könne, „ob sie das wirklich ernst“ meinten. 2010 löste Daily-Mail-Kolumnist Richard Littlejohn mit einer Kolumne über eine transsexuelle Grundschullehrerin heftige öffentliche Reaktionen aus. Vor den Büros der Zeitung kam es mehrfach zu Demonstrationen.
2013 kam es wegen eines Artikels, in dem die Zeitung Ralph Miliband, den verstorbenen Vater von Labour-Parteichef Ed Miliband, verunglimpfte, zu heftigen Reaktionen. In der Folge rügten zahlreiche Politiker und Kommentatoren das Blatt für seinen Umgangston gegenüber politischen Gegnern. Auch konservative Politiker wie John Moore, Michael Heseltine und Premierminister David Cameron kritisierten die Zeitung wegen des Artikels.
Die Kampagne Stop Funding Hate rief internationale Unternehmen dazu auf, Werbepartnerschaften mit der Daily Mail zu beenden. Lego stellte im November 2016 eine Werbepartnerschaft mit der Daily Mail öffentlichkeitswirksam ein. Die Kampagne kritisierte die Zeitung, weil sie Hass säe und eine gesellschaftliche Spaltung fördere.
Im Februar 2017 beschloss die Community der englischsprachigen Wikipedia nach ca. zweijähriger Debatte, dass die Daily Mail als Quelle generell unglaubwürdig sei und daher nicht als Beleg genutzt werden solle. Begründet wurde dieser Ausschluss der Daily Mail damit, dass sie große Mängel beim Überprüfen von Fakten aufweise, sensationsgierig sei und auch bisweilen Sachverhalte oder Behauptungen schlichtweg erfinde. In Medien wurde dieser Ausschluss als außergewöhnlicher Schritt bezeichnet. Als Beispiele genannt wurden u. a. die Berichterstattung zum Fall Amanda Knox, erfundene Interviews mit den Fußballern Paul Pogba und Andrea Pirlo sowie Falschbehauptungen zur Beziehung von George Clooney und Amal Alamuddin. Zudem wurde der Daily Mail vorgeworfen, Falschbehauptungen bezüglich der globalen Erwärmung zu verbreiten.

## Format
Die Daily Mail kam 75 Jahre lang im Broadsheet-Format heraus. Seit dem 3. Mai 1971 erscheint sie im handlicheren Boulevardzeitungsformat (Tabloid-Format, 302 × 392 mm).

## Sponsoring
Seit 1906 stiftete die Zeitung eine Reihe von Luftfahrtpreisen, um die Entwicklung der Luftfahrt zu fördern. Bekannte Daily-Mail-Preise, die der Daily-Mail-Gründer Lord Northcliffe direkt initiiert hatte, waren:
- Der „Cross Channel Prize“ (£ 1.000) vom 5. Oktober 1908, der am 25. Juli 1909 von Louis Blériot gewonnen wurde.[40]
- Der „All British Prize“ (£ 1.000), der am 30. Oktober 1909 von John Moore-Brabazon gewonnen wurde.[41]
- Der „London to Manchester Prize“ (£ 10.000), der am 27. April 1910 von Louis Paulhan gewonnen wurde.[42]
- Der „Atlantic Prize“ (£ 10.000) vom 5. April 1913 für eine Atlantiküberquerung (erneuert am 21. November 1918[43]), der am 15. Juni 1919 von Alcock und Brown gewonnen wurde.[40]

Die Zeitung war in den Jahren 1936 bis 1940 Hauptsponsor des Snookerturniers Daily Mail Gold Cup. Das Turnier hatte damals das gleiche Ansehen wie die Snookerweltmeisterschaft.